# Joakim Mæhle
Joakim Mæhle Pedersen (født 20. maj 1997 i Østervrå) er en dansk fodboldspiller, der spiller som venstre midt for den tyske Bundesliga klub VfL Wolfsburg Han er herudover spiller på det danske landshold.

## Karriere

### AaB
Mæhle avancerede som 19-årig til klubbens førstehold den 10. juni 2016 og skrev i samme ombæring under på en seniorkontrakt på fuldtid med AaB.
Mæhle fik sin debut for AaB den 7. august 2016, da han blev skiftet ind i det 89. minut i stedet for Thomas Enevoldsen i 2-1-sejren over FC Nordsjælland.
Den 11. november 2016 skrev Mæhle under på en ny kontrakt med AaB frem til 2020.

### Genk
Den 9. maj 2017 bekræftede AaB, at klubben havde solgt Mæhle til den belgiske klub Genk for en ukendt transfersum, gældende fra 1. juli 2017.

### Atalanta
Den 22. december 2020 bekræftede Genk, at klubben havde solgt Mæhle til den italienske klub Atalanta B.C. for cirka 85 millioner kr, på en 5-årig kontrakt gældende fra 1. december 2020.
Wolfsburg
I august 2023 skiftede Mæhle fra Atalanta til Wolfsburg i Tyskland på en 4-årig kontrakt til 2027.
Fik debut i startopstillingen og spillede hele kampen for Wolfsburg den 13. august 2023 i udekamp i den tyske pokalturnering DFB Pokal mod TuS Makkabi Berlin som blev vundet 6-0. Debut i Bundesligaen den 19. august i hjemmesejr på 2-0 mod Heidenheim, hvor han også spillede hele kampen.

## Landsholdskarriere
Mæhle fik sin debut for Danmark den 5. september 2020 i en Nations League-kamp mod Belgien; han erstattede Martin Braithwaite i det 72. minut, da Danmark tabte 0–2 på hjemmebane. Han scorede sit første mål i en venskabskamp mod Færøerne den 7. oktober 2020, da Danmark vandt 4-0.
Den 31. marts 2021 scorede Mæhle sit andet landskampmål, da Danmark vandt 4-0 over Østrig i en VM-kvalifikationskamp.
Den 21. juni 2021 spillede Mæhle hele kampen og scorede målet til 4-1, da Danmark vandt over Rusland i EM-slutrunden 2020, hvilket sammen med Finlands 0-2-nederlag til Belgien sendte Danmark videre fra gruppespillet.
Den 26. juni i ottendedelsfinalen mod Wales spillede Mæhle hele kampen og scorede målet til 3-0, da Danmark vandt 4-0.